# Печёный, Владимир Петрович
Влади́мир Петро́вич  Печёный (род. 20 июня 1949, Черновцы, Украинская ССР, СССР) — российский государственный деятель. Губернатор Магаданской области с 18 сентября 2013 по 28 мая 2018 (временно исполняющий обязанности губернатора Магаданской области с 3 февраля по 18 сентября 2013). Мэр Магадана с 2004 по 2013.
Член Генерального Совета партии Единая Россия с 2012 года. Член партии с момента её создания.

## Биография
Владимир Печёный родился 20 июня 1949 года в городе Черновцы, Украинской ССР.
В 1974 году окончил филологический факультет Черновицкого государственного университета (ныне Черновицкий национальный университет имени Юрия Федьковича). Трудовую деятельность начал ещё будучи студентом, с 1969 года работая литературным сотрудником в редакции газеты «Радянське життя» в городе Кицмань Черновицкой области. Работал заместителем директора областной филармонии, затем заместителем директора по учебно-воспитательной части профессионально-технического училища.
С 1978 по 1984 год работал в Ново-Устьинской средней школе Хабаровского края, где преподавал литературу и русский язык, а также одновременно исполнял обязанности заместителя директора. Кроме того, некоторое время Печёный возглавлял школу-интернат в посёлке Охотск.
С 1984 по 1990 год он работал заместителем директора средней школы, инспектором и заместителем заведующего городским отделом народного образования в Магадане.
В апреле 1990 года Владимир Печёный был утверждён Магаданским городским Советом народных депутатов заместителем председателя Магаданского горисполкома.
В 1993 году назначен заместителем главы администрации города Магадана, а в 1997 году, после введения должности «мэр города» — первым заместителем мэра города Магадана. С июля по октябрь 2004 года исполнял обязанности мэра Магадана.
10 октября 2004 года Владимир Печёный был избран мэром города Магадана. По истечении первого срока своих полномочий, в 2008 году, вновь баллотировался на пост мэра города, и занял первое место, набрав 85,9 % голосов.
3 февраля 2013 года президент России Владимир Путин назначил Владимира Печёного на должность исполняющего обязанности губернатора Магаданской области, в связи с отставкой Николая Дудова. Уже на следующий день, вступив в должность, Печёный отправил в отставку областное правительство. Также он заявил, что намерен баллотироваться на должность губернатора Магаданской области, выборы которого состоятся в сентябре 2013 года. На выборах, при явке 32,28 %, Печёный победил с результатом 73,11 % голосов избирателей. За кандидата от КПРФ Сергея Иваницкого проголосовало около 15 % избирателей, за Александра Плотникова (ЛДПР) — 6,5 %, за Эдуарда Шуберта (Справедливая Россия) — 4,5 %. Инаугурация избранного губернатора состоялась 18 сентября 2013 года..
С 9 апреля по 25 октября 2014 и с 26 мая по 22 ноября 2017 — член президиума Государственного совета Российской Федерации.
Освобождён от должности губернатора досрочно по собственному желанию 28 мая 2018 года.

## Уголовное дело о клевете
В 2016 году было возбуждено уголовное дело в отношении жителя Магадана, который критиковал губернатора В. П. Печёного во время общественной проверки качества построенных домов. Магаданец был обвинен в клевете в отношении Печёного (часть 2 статьи 128.1 Уголовного кодекса Российской Федерации). Примечательно, что уголовное дело возбудил не орган дознания, а Следственный комитет, причем оно было передано на рассмотрение отделу по особо важным делам. Примечательно, что в России подобные дела отнесены законом не к Следственному комитету, а к органам дознания — местным отделам внутренних дел.

## Общественная деятельность
Президент Федерации бокса Магаданской области

## Награды
- Медаль ордена «За заслуги перед Отечеством» II степени
- Орден «Иван Калита» (Московская область, 2008)
- Орден Преподобного Серафима Саровского III степени (РПЦ, 2008)
- Почётный знак «Отличник народного образования РСФСР»
- Звание «Ветеран труда»
- Почетная грамота Совета Федерации Федерального Собрания Российской Федерации (2009)
- Звание «Почётный гражданин города Магадан» (2014)[16]